# 트랜스젠더의 성
트랜스젠더의 성은 트랜스젠더의 섹슈얼리티, 즉 성적 지향을 말한다. 트랜스젠더 남성도 남자를 좋아할 수 있고, 트랜스젠더 여성도 여자를 좋아할 수 있다. 또는 아무에게도 끌리지 않는 무성애 일 수 있다.
트랜스젠더 남성이 남자를 좋아하는 경우는 트랜스게이, 트랜스젠더 여성이 여자를 좋아하는 경우는 트랜스레즈비언이라고 칭한다.

## 성생활
여성화 성전환 수술을 받은 트랜스여성은 평생 질확장기를 써서 질을 확장시키는 작업이 필요하다.

## 같이 보기
- 남성애와 여성애
- 동성애성전환자